# توله‌سرا
توله‌سرا یک روستا در ایران است که در استان مازندران واقع شده‌است. توله‌سرا ۲۹۴ نفر جمعیت دارد.